# Эльгинское угольное месторождение
Эльгинское угольное месторождение — месторождение коксующегося угля, крупнейшее на территории России. Расположено в юго-восточной части Якутии, в 415 км к востоку от города Нерюнгри и в 300 км от Байкало-Амурской магистрали. Запасы угля по стандартам JORC на 31 декабря 2011 составляют 2,2 млрд т.
Лицензия на разработку северо-западного участка Эльгинского месторождения принадлежала ОАО «Мечел». Добыча угля на месторождении началась в августе 2011 года. В 2012 году открылось сквозное движение по построенной компанией «Мечел» 321-километровой железнодорожной ветке, которая соединила месторождение с Байкало-Амурской магистралью. Это единственный в России инфраструктурный проект такого масштаба, реализованным частным бизнесом. В 2020 году «Мечел» продал месторождение компании «А-Проперти» Альберта Авдоляна (основатель Yota) с целью возвратить банковские кредиты.

## Освоение месторождения
Разработка месторождения длительное время сдерживалась отсутствием транспортного сообщения для вывоза угля. В рамках осуществления проекта по разработке были утверждены планы по строительству железнодорожного пути необщего пользования протяжённостью 321 км, который соединил бы месторождение с Дальневосточной железной дорогой (место примыкания — станция Улак, Амурская область). Изначально общая стоимость начальной стадии освоения Эльгинского угольного месторождения (включая строительство железнодорожной ветки) оценивалась «Мечелом» в $1,6-1,8 млрд, общая стоимость проекта освоения Эльги оценивается в $4,74 млрд. Фактические инвестиции в освоение Эльгинского угольного комплекса (строительство сезонной обогатительной фабрики, железной дороги, мостов, дорог, и т. д.) по состоянию на 31 декабря 2011 года составили $1,82 млрд, а по состоянию на 31 декабря 2012 года — $2,38 млрд.

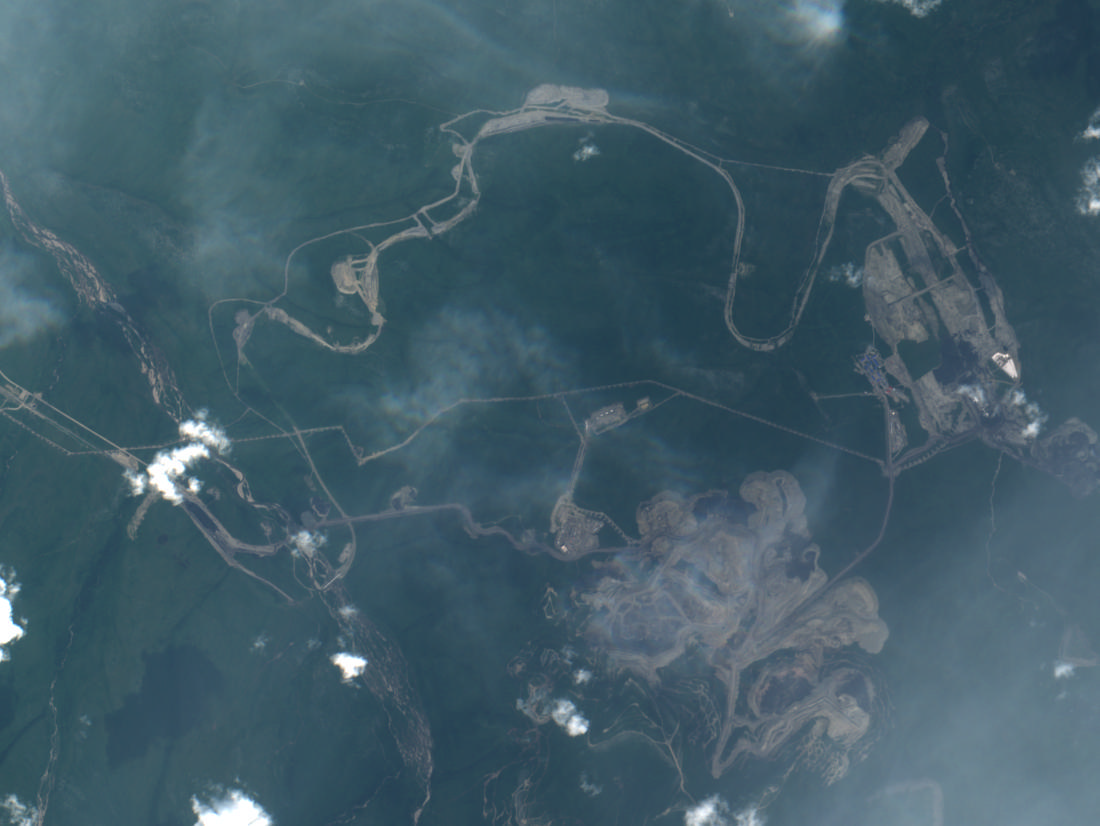
Космоснимок промплощадки в конце железнодорожной линии (2019)

В феврале 2008 года Группа «Мечел» подписала контракт с компанией «Трансстрой» на проектирование и строительство железнодорожного подъездного пути, соединяющего Улак Дальневосточной железной дороги с Эльгинским угольным месторождением. Общая длина железнодорожного пути составила 321 км. Проект дороги включал в себя около 420 искусственных сооружений, среди которых 194 моста. Пропускная способность пути после завершения всех этапов строительства составит 25 млн т в год. Строительство железной дороги было завершено в 2012 году.
В 2011 году был построен рабочий посёлок Эльга для работников месторождения. На месторождении произведены вскрышные работы, в августе 2011 года добыт первый уголь. В 2012 году была запущена сезонная обогатительная фабрика мощностью до 3 млн т.. В сентябре 2013 года на ряде станций Дальневосточной генерирующей компании (входит в РАО ЕЭС Востока) прошли успешные пробные сжигания углей с Эльгинского месторождения.
Первая очередь Эльгинского проекта предусматривает строительство горнодобывающего предприятия со среднегодовой производительностью 11,7 млн тонн угля.
В декабре 2019 года глава Якутии Айсен Николаев заявил, что «Мечел» не может активно развивать Эльгинское месторождение угля и рискует нарушить условия инвестконтракта. В 2016—2020 годы «Эльгауголь» должна была вложить в развитие месторождение около 80 млрд руб., однако на 2019 год осуществила вложения менее чем 7 % от общего объёма.
27 января 2020 года стало известно, что Основной владелец «Мечела» Игорь Зюзин решил уступить контроль в Эльгинском угольном месторождении. Его новым владельцем может стать компания «А-Проперти» Альберта Авдоляна, стоимость актива может достигать $2 млрд. Месторождение реализуют три организации: ООО «Эльга-дорога», ООО «Мечел транс восток» и ООО «Эльгауголь». 20 января, наступил дедлайн, когда «Мечел» мог воспользоваться преимущественным правом на выкуп 49 % Эльгинского проекта у «Газпромбанка», но так как компания не нашла деньги на сделку, то отказалась от преимущественного права на долю, а также решила продать свой 51 % пакет акций в проекте. После сообщений о продаже Эльги, акции «Мечела» подскочили на 6 %. 27 января компания «А-Проперти», направила ходатайство в Федеральную антимонопольную службу об одобрении сделки по выкупу 100 % акций Эльгинского проекта у «Газпромбанка» и «Мечела». Сразу после новостей о ходатайстве «А-Проперти» на покупку Эльги, акции компании «Мечел» выросли на 8 %. 27 февраля стало известно, что ФАС согласовала приобретение 100 % Эльгинского угольного проекта компанией «А-проперти». 5 марта стало известно, что «Мечел» просит за 51 % Эльгинского угольного проекта — 100 млрд рублей. Таким образом, весь проект может быть оценён в 196 млрд руб., а доля Газпромбанка (49 %) — в 96 млрд. 22 апреля стало известно о завершении сделки по продаже 51 % акций «Мечел» в «Эльгауголь», «Эльга-дорога» и «Мечел Транс Восток» компании «А-Проперти» за 89 млрд рублей. Выручка от продажи акций направлена на реструктуризации долгов кредиторам — ВТБ и Газпромбанку на срок 10 лет.
В июне 2020 года стало известно о планах развития угольного кластера со стороны нового собственника (компании «А-Проперти»). К 2023 году планируется увеличить добычу угля в девять раз — с 5 млн до 45 млн тонн. Инвестиции в проект составят 130 млрд руб. Помимо увеличения добычи угля средства будут направлены на строительство горно-обогатительного комбината (который будет перерабатывать 45 млн тонн угля в 30 млн тонн концентрата), расширение пропускной способности железнодорожного пути Улак — Эльга до 30 млн тонн, а так же строительство перевалочных мощностей в акватории порта Ванино.
В 2022 году началось строительство Тихоокеанской железной дороги от Эльгинского угольного месторождения до строящегося порта Эльга на берегу Охотского моря протяжённостью 500 км. По состоянию на конец 2022 года было построено 80 км железной дороги. В октябре 2024 года дорога будет достроена, а в 2025 году введена в строй.
Для обслуживания месторождения ведётся строительство рабочего посёлка Эльга. Возле посёлка в 2024 году был открыт аэропорт.

### Добыча
За 2018 год добыча угля составила 4,9 млн тонн, это на 18 % больше, чем в 2017 году.
В 2020 году добыча составила 12 млн тонн, в 2021 году планировалось добыть 18 млн тонн.
В 2021 году добыча составила 14,7 млн тонн, в 2022 году — 16,5 млн тонн.
В 2023 году добыча составила 21 млн тонн, к 2027 г. планируется выйти на уровень 52 млн тонн.